# Peinture de paysage en Russie et en URSS
La peinture de paysage en Russie et en URSS débute au début du XIXe siècle et va se développer tout au long du siècle et au siècle suivant. La Russie a toutefois, à l'époque, quarante ans de retard sur l'Europe occidentale dans ce domaine. Après les traditions latines, ce sont les maîtres paysagistes hollandais du XVIIe siècle qui vont jouer un rôle important dans l'évolution de la peinture de paysage en Russie, quand ils seront découverts dans les musées russes, dans les collections privées de Moscou et Saint-Pétersbourg et dans les musées européens que les artistes russes visitent en faisant leur grand tour d'Europe.

## Première partie duXIXesiècle

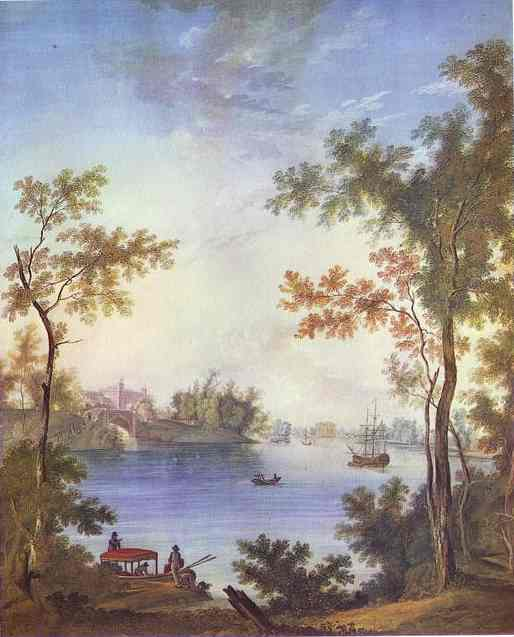
Semion Chtchedrine. Vue du palais de Gatchina depuis le lac d'argent 1798.

Le paysage émerge comme genre de peinture dans l'art russe à la fin du XVIIIe siècle. Il fait suite à une tradition millénaire de l'icône, à la peinture de portraits (les parsunas) du XVIIIe siècle et à la peinture historique. Semion Chtchedrine (1745-1804) est considéré comme l'initiateur de cette peinture russe du paysage. Ses œuvres sont basées sur des canons stylistiques classiques (utilisation des bords du tableau comme coulisse, distribution des couleurs, texture lissée). Dans leur beauté encore conventionnelle, elles diffèrent des points de vue pittoresques des villes et des sites d'autrefois. Leur expressivité émotionnelle est atteinte par la profondeur et la largeur des distances utilisées, par les contrastes entre les grandes masses de l'avant-plan et les étendues vert-bleu qui s'ouvrent derrière elles, ce qui leur confère une impression de légèreté. 

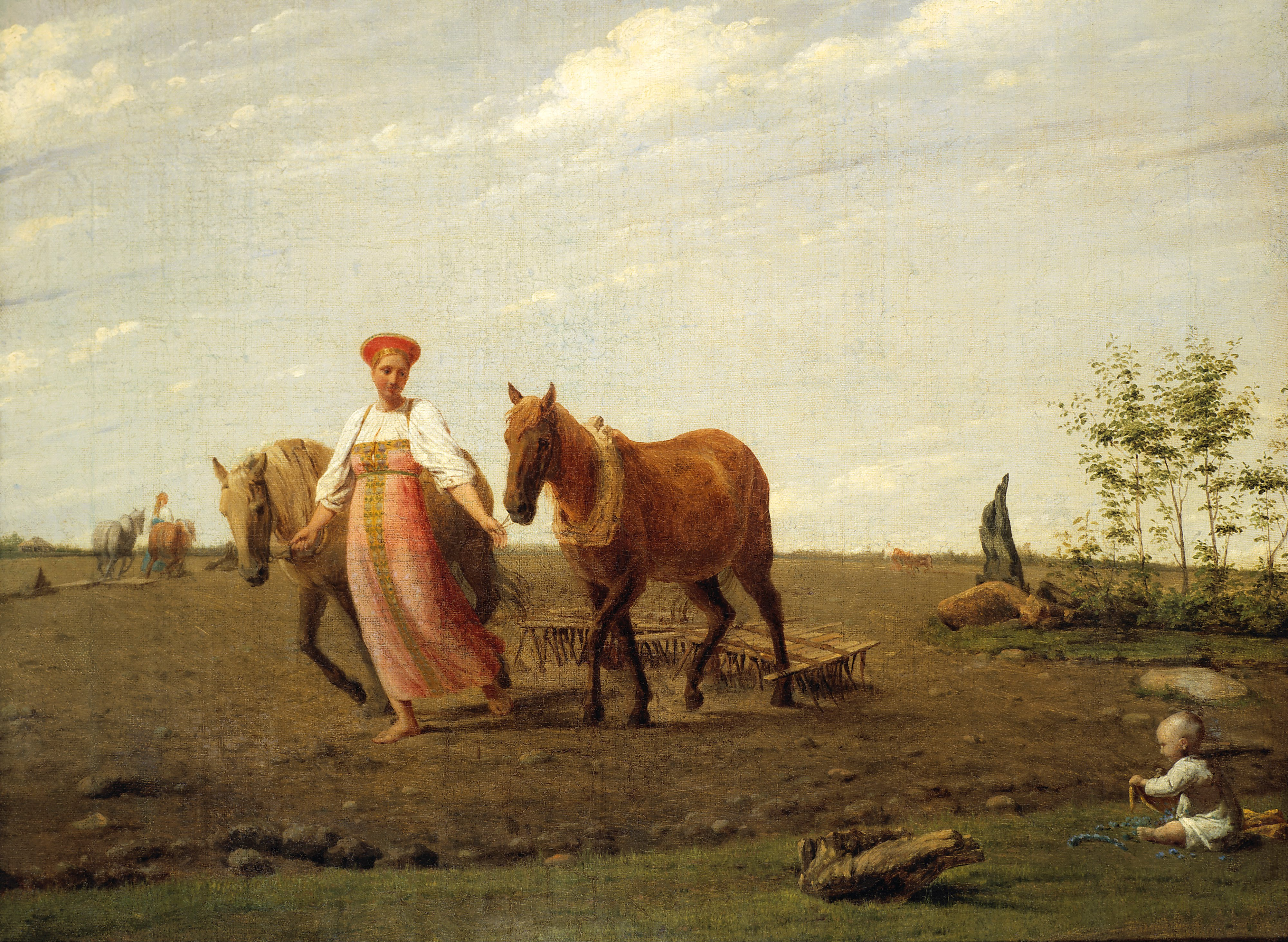
Au labour. Le Printemps - Alexeï Venetsianov - 1820

D'autres innovateurs de ce genre sont le neveu de Semion Chtchedrine, Sylvestre Chtchedrine (1791-1830), Fiodor Alexeïev (1753/55-1824), Fiodor Matveïev (1758-1826), et d'autres qui ont été formés à la peinture académique en Europe occidentale. Au début du XIXe siècle le classicisme a continué à jouer un rôle prépondérant dans la peinture en Russie, notamment avec Andreï E. Martynov (1768-1826). Les œuvres sont fortement marquées par la tradition latine notamment à travers des peintres tels que Claude Lorrain et Canaletto.
Cette tendance classique a laissé la place petit à petit à la tendance romantique. Il faut citer dans ce domaine Sylvestre Chtchedrine (1791—1830), Vassili Sadovnikov (1800—1879), Mikhaïl Lebedev (1811—1837), Grigori Soroka (1823—1864), et, surtout Alexeï Venetsianov (1780-1847) et son école, l'un des premiers à montrer le charme de la nature de la Russie européenne centrale.
On peut encore citer dans le genre de peinture de paysage notamment : Volodimir Orlovski (1842—1914), Efim Volkov (1844—1920).

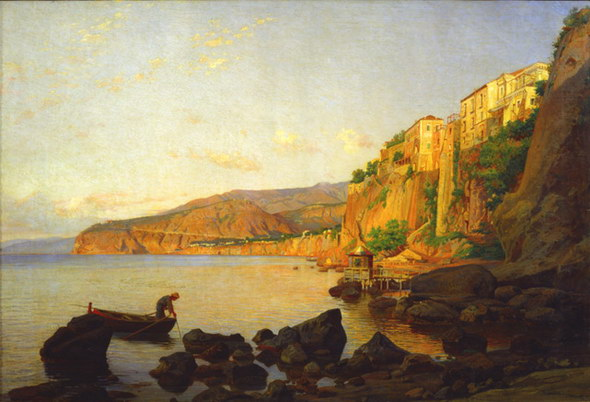
Nikolaï Gay. Sorrente. 1869
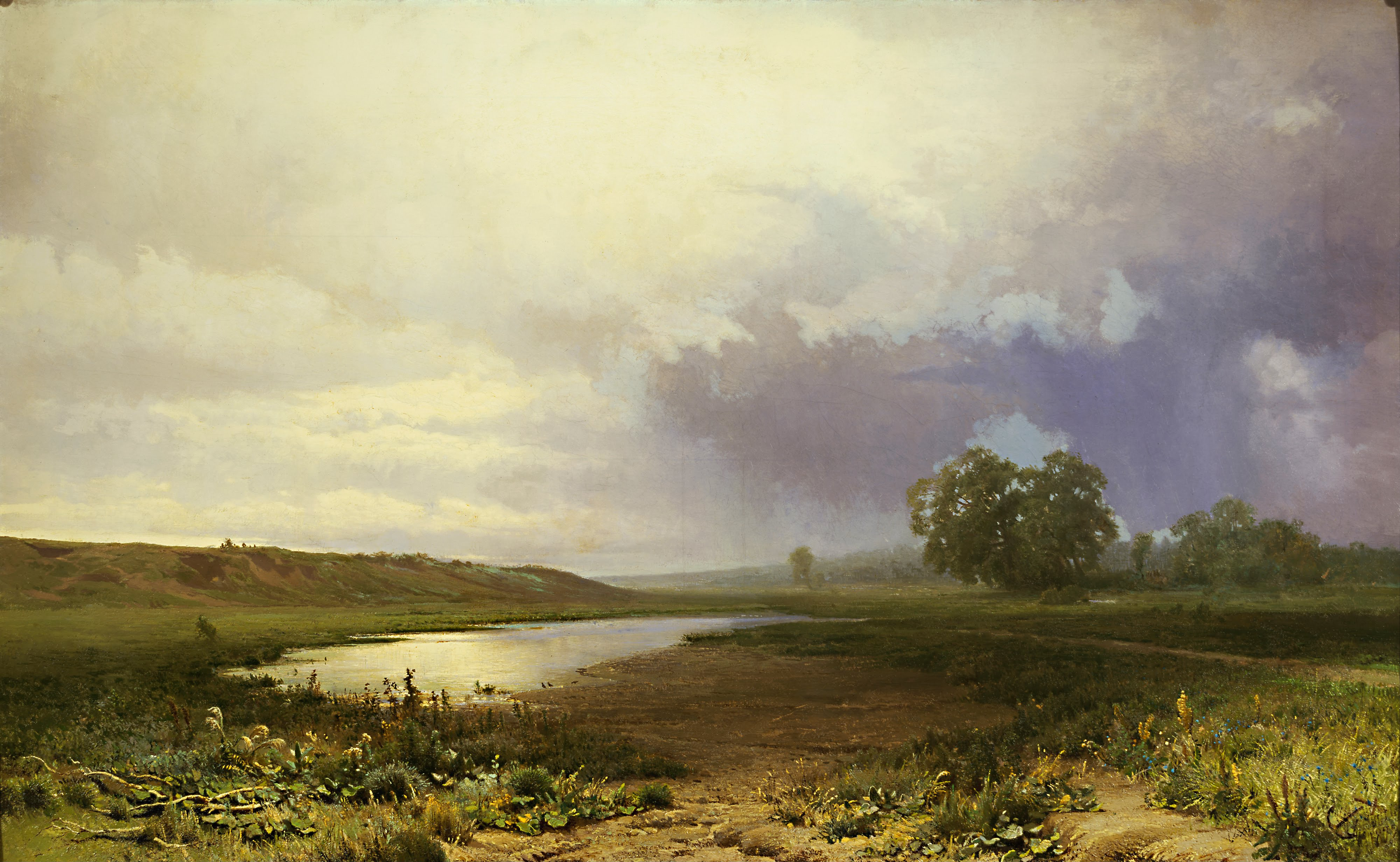
Fiodor Vassiliev. Prairie humide. 1872
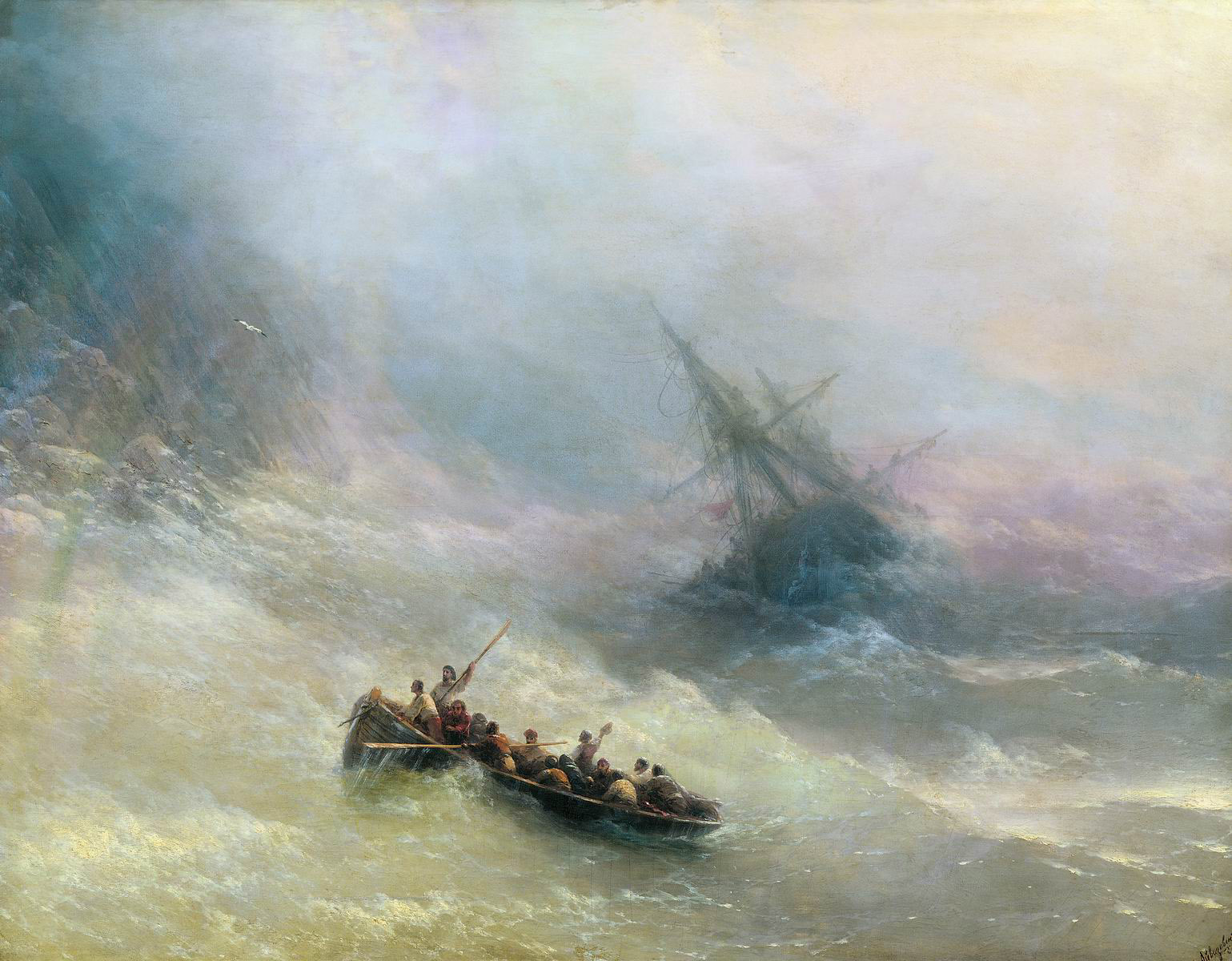
Ivan Aïvazovski Arc-en-ciel 1873
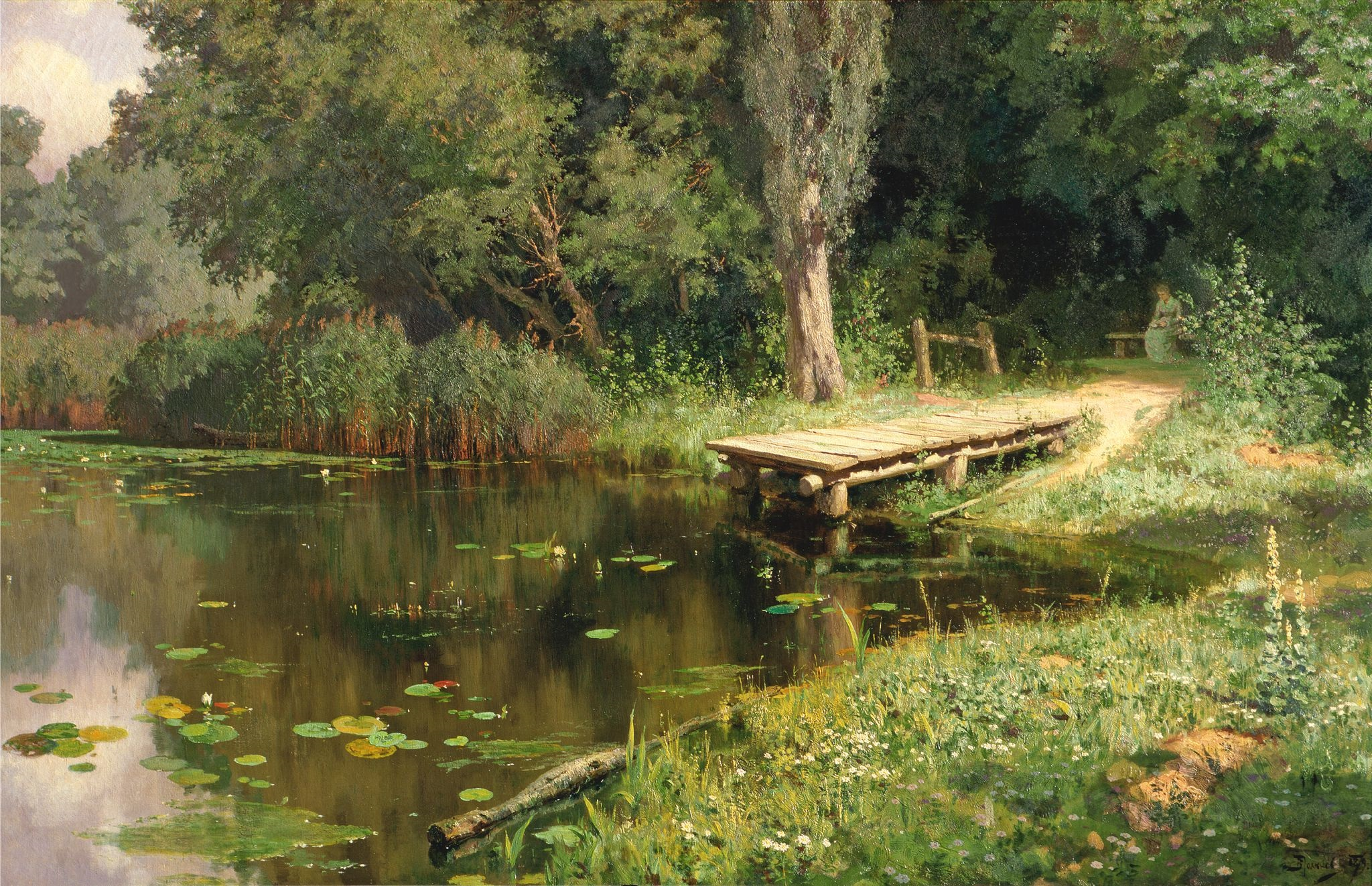
Vassili Polenov, Étang envahi par les herbes 1879
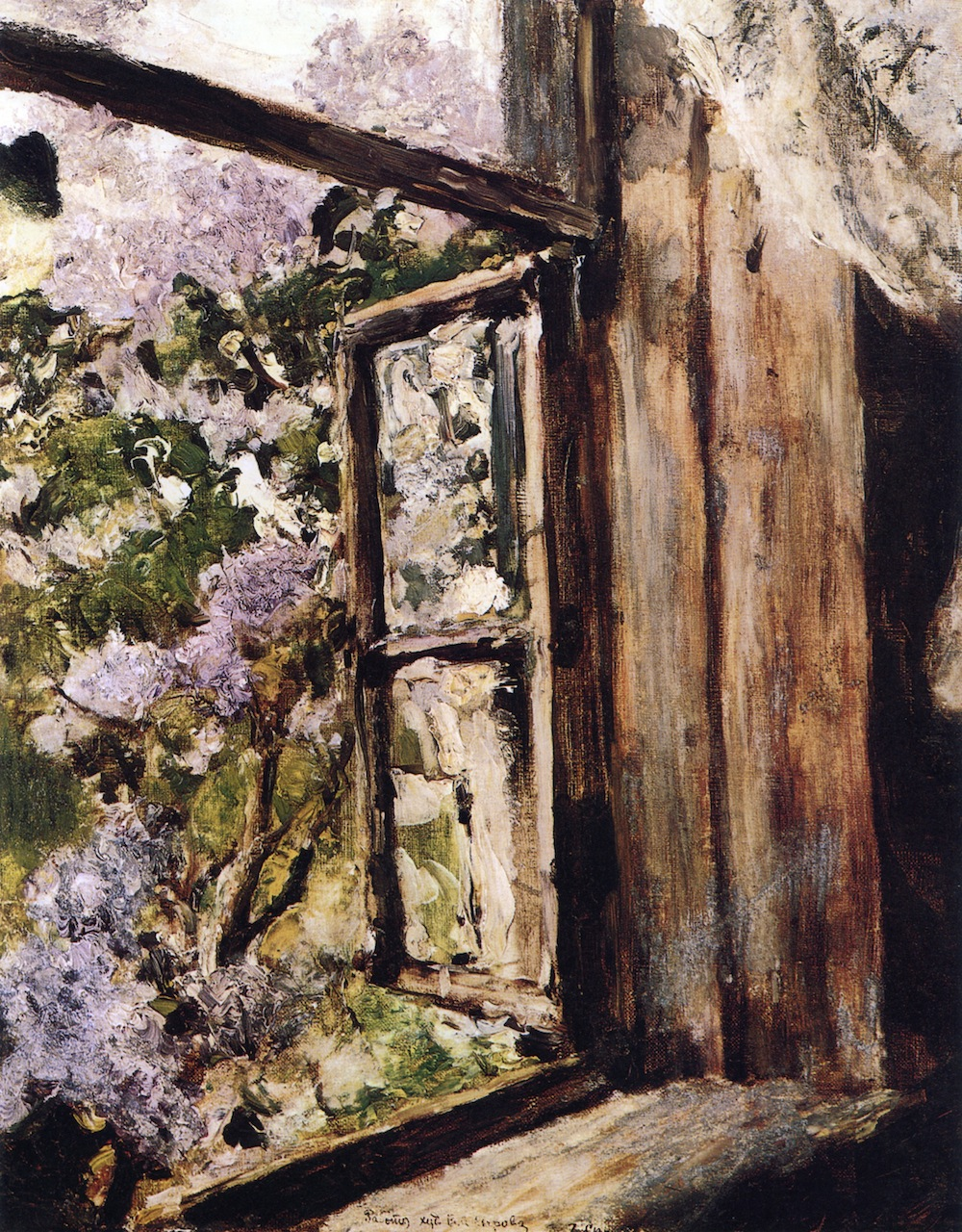
Valentin Serov.  Fenêtre ouverte. Lilas. Étude. 1886
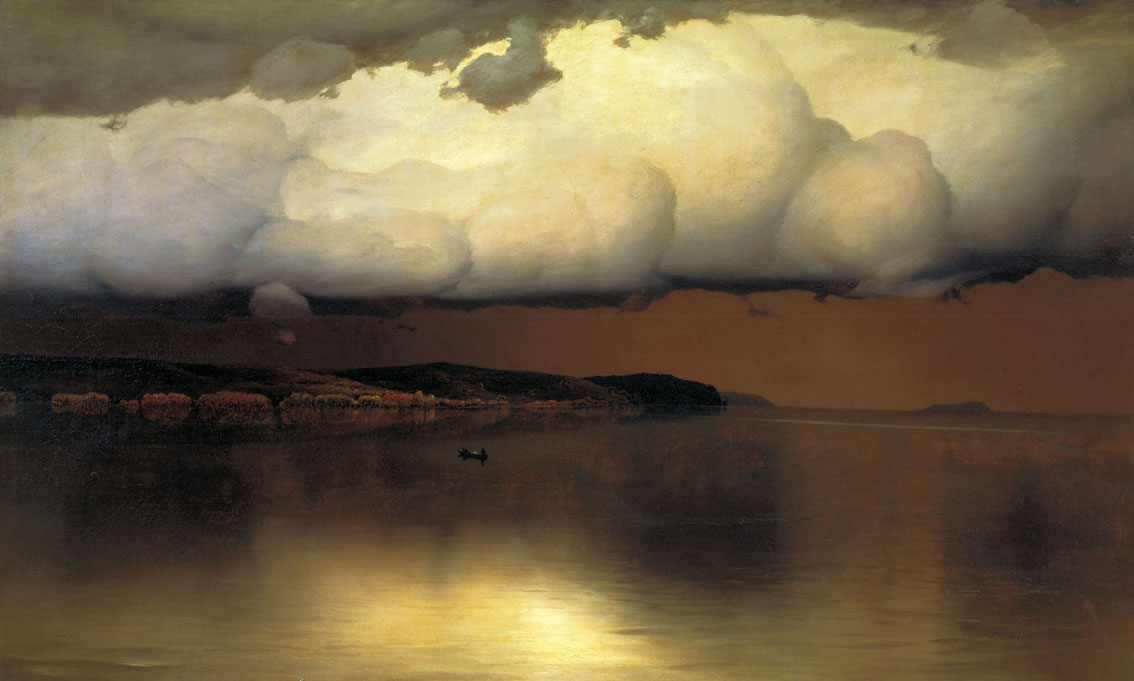
Nikolaï Doubovskoï. Silence. 1890
Ivan Chichkine. Pluie dans le bois de chêne. 1891
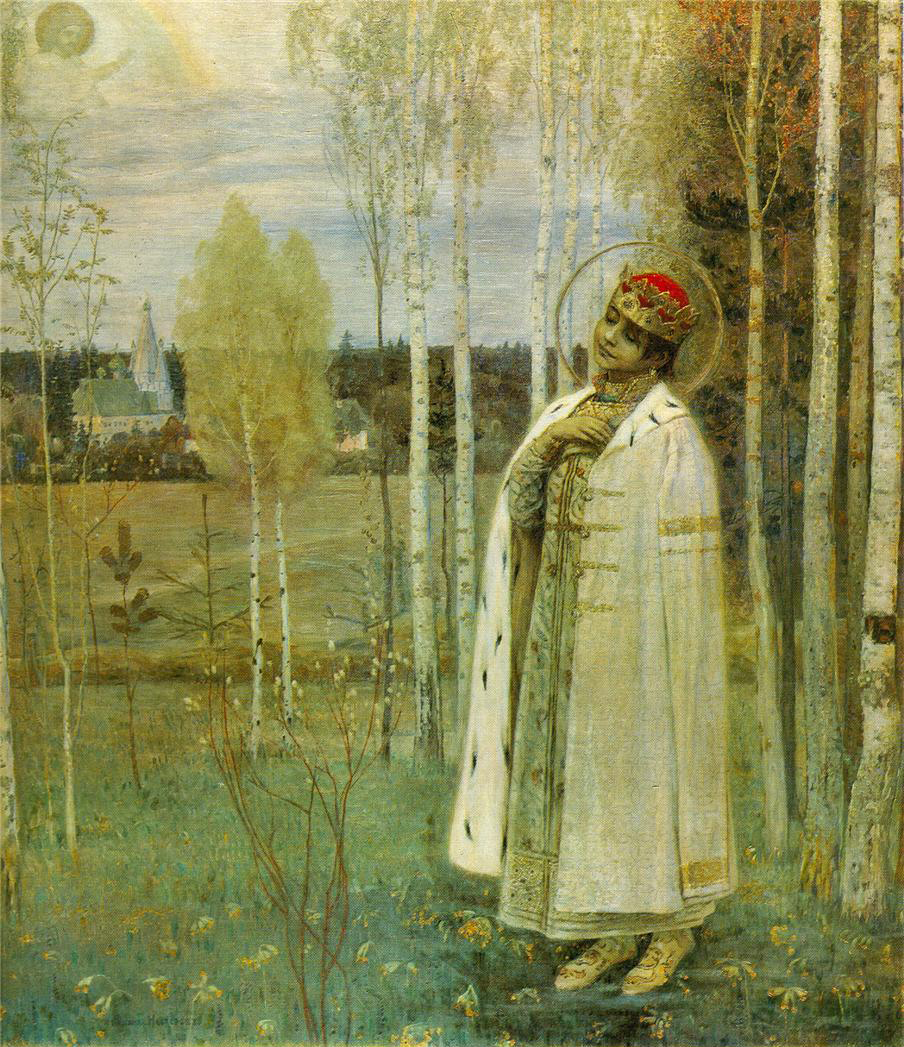
Mikhaïl Nesterov. Этюд к картине «Царевич Дмитрий». 1899

## Seconde moitié duXIXesiècle
Après l'émergence du paysage en peinture en Russie, l'école nationale du paysage se constitue véritablement entre 1850 et 1910, avec des peintres dont les plus réputés sont Alekseï Savrassov, Mikhaïl Klodt, Fiodor Vassiliev , Arkhip Kouïndji, Ivan Chichkine, Isaac Levitan , Constantin Korovine. Le phénomène se manifeste avec quarante ans de retard sur l'Europe occidentale et les peintres russes peuvent donc profiter des expériences des paysagistes occidentaux. Le paysage hollandais du XVIIe siècle a eu à ce propos une énorme influence en Russie. Les maîtres hollandais parvenaient à caractériser les différentes saisons par l'atmosphère propre à chacune. Les peintres russes peuvent découvrir leurs œuvres en faisant au XIXe siècle le grand tour d'Europe ou dans les collections des musées russes (Musée Russe, Musée Roumiantsev, Musée de l'Ermitage). Si les peintres russes n'ont pas réussi à s'affranchir de l'influence des paysages européens, ils ont réussi à utiliser au mieux leurs acquis par une grande créativité. La peinture de paysage est issue de la peinture de genre, d'où provient la présence fréquente de l'homme dans celle-ci et son aspect narratif. Les amateurs du genre russe de paysage ressentent l'importance de cet aspect narratif. Le genre du paysage est également inspiré par la foi dans l'origine divine et purificatrice de la nature. Cette conception peut être considérée comme une véritable religion, un mélange de philosophie de la nature et de panthéisme. Le développement de la peinture de paysage est lié également à la recherche d'une identité nationale. Les peintres russes se détournent peu à peu des paysages immuables et convenus de l'Italie romantique. Ils se tournent vers la nature de leur propre pays. Cette tendance va se développer à partir de l'école Venetsianov avec des élèves tels que Nikifore Krylov. Comme le mode de vie russe est avant tout paysan, ce sont de tels paysages qui vont apparaître et non les paysages urbains qui sont rares à cette époque.

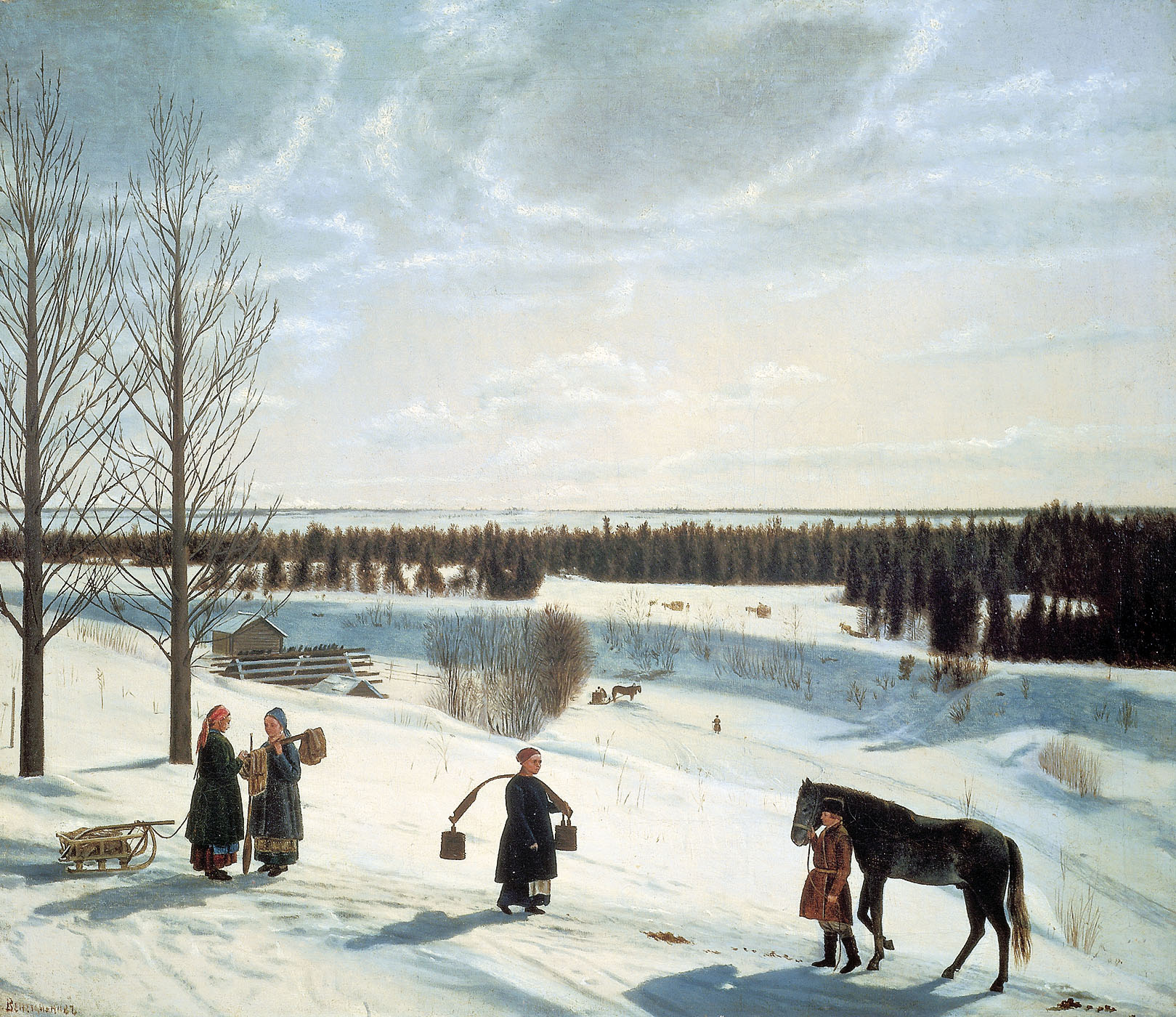
Hiver russe (Krylov) 1827

La peinture du milieu du XIXe siècle frappe par sa diversité exceptionnelle et par son dynamisme. L'élan qu'elle va connaître proviendra du groupe des peintres Ambulants. Les grandes tendances, s'il faut les classer, peuvent, selon l'historienne d'art Tatiana Karpova, être réparties en quatre genres.

### Peinture lyrique ou paysage d'humeur
Alekseï Savrassov, Lev Kamenev, Isaac Levitan, Vassili Polenov.

### Peinture romantique prolongée
L'art de la peinture de paysage était extrêmement varié dans la seconde partie du XIXe siècle, dans l'Empire russe, mais le paysage de style romantique est toujours présent avec des maîtres tels que Maxime Vorobiov (1787—1855) et ses élèves les frères Grigory Chernetsov (1802—1865) et Nikanor Chernetsov(1805—1879) , Ivan Aïvazovski (1817—1900), Lev Lagorio (1826—1905), Alekseï Bogolioubov (1824—1896), Fiodor Vassiliev, Arkhip Kouïndji (1842-1910). À l'académie russe des beaux-arts la classe de paysage est dirigée par Maxime Vorobiov. Les travaux de ses élèves sont marqués par de fortes réminiscences romantiques.

### La tendance documentaire et naturaliste
Les tendances narratives et naturalistes ont trouvé des échos dans les réalisations de beaucoup de peintres parmi lesquels le plus réputé est sans doute Ivan Chichkine (1832—1898), mais on peut également citer Piotr Soukhodolski (ru) (1835—1903).

### La tendance académique
Lev Lagorio (1826-1905), Alekseï Bogolioubov, Julius von Klever (1830-1924), Arseni Mechtcherski (1834-1902).

### Autres tendances
Les tendances poétiques et féériques ont trouvé un maître avec Viktor Vasnetsov (1848—1926), celles dramatiques et émotionnelles ont été à la source des recherches d'un peintre classique du paysage russe, Fiodor Vassiliev (1850—1873) et d'autres moins réputés comme Lev Lvovitch Kamenev (1833/1834-1886). Le paysage épique lié à des scènes de genre est mis en valeur par Mikhaïl Klodt (1832—1902).
Certains peintres ont été attirés par des recherches d'images de paysages colorées et décoratives comme Victor Borissov-Moussatov (1870—1905), Mikhaïl Vroubel (1856—1910), Boris Koustodiev (1878—1927) et d'autres.

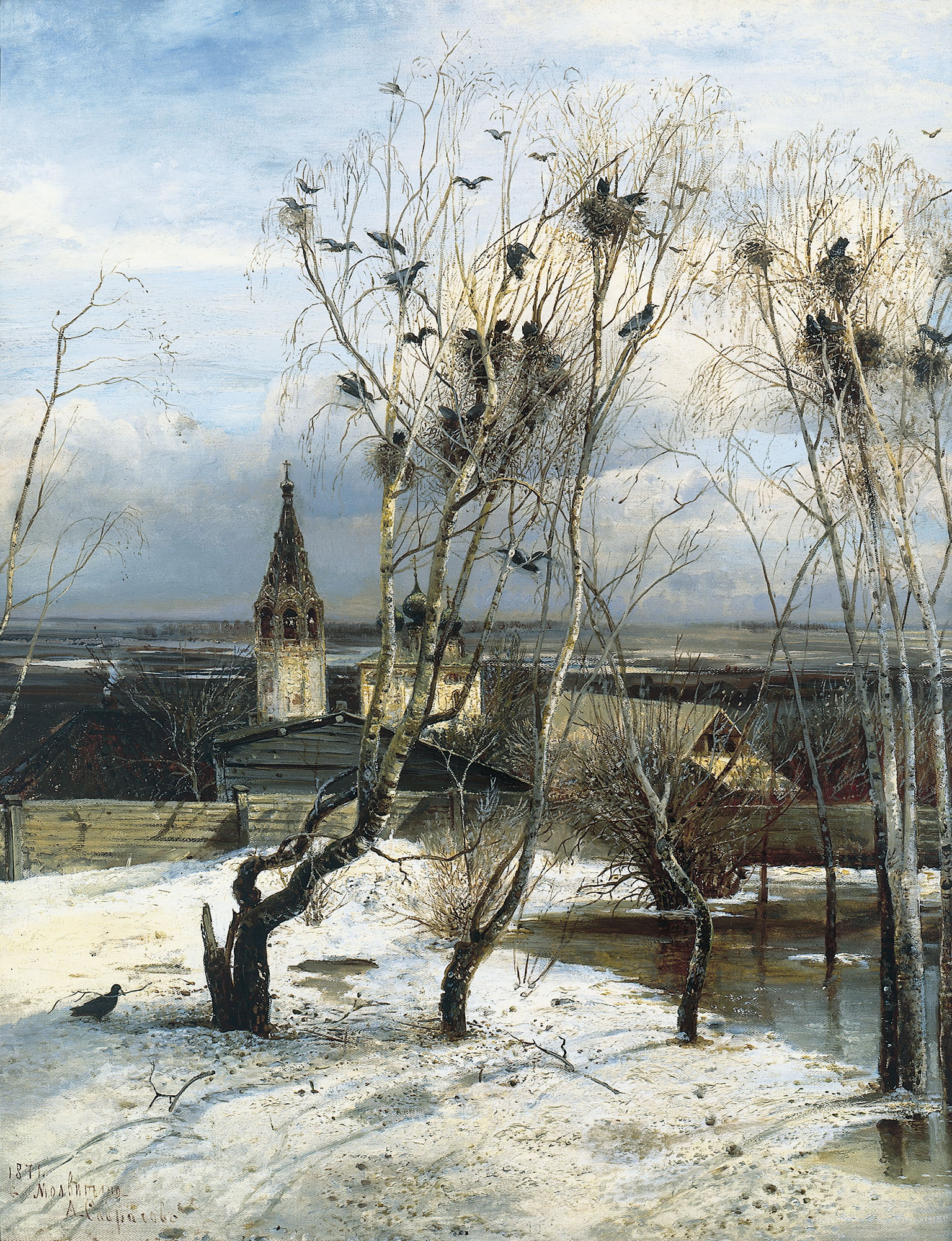
Alekseï Savrassov. Les freux sont de retour. 1871.

Vers le milieu du XIXe siècle, apparaît finalement dans la peinture russe de paysage le plein air le plus souvent peint sur le motif. L'évolution ultérieure du paysage en peinture s'est déroulée sous l'influence du courant impressionniste qui a marqué tous les peintres russes importants. À cette époque s'est formée une conception esthétique particulière de la nature et une perception lyrique du paysage .

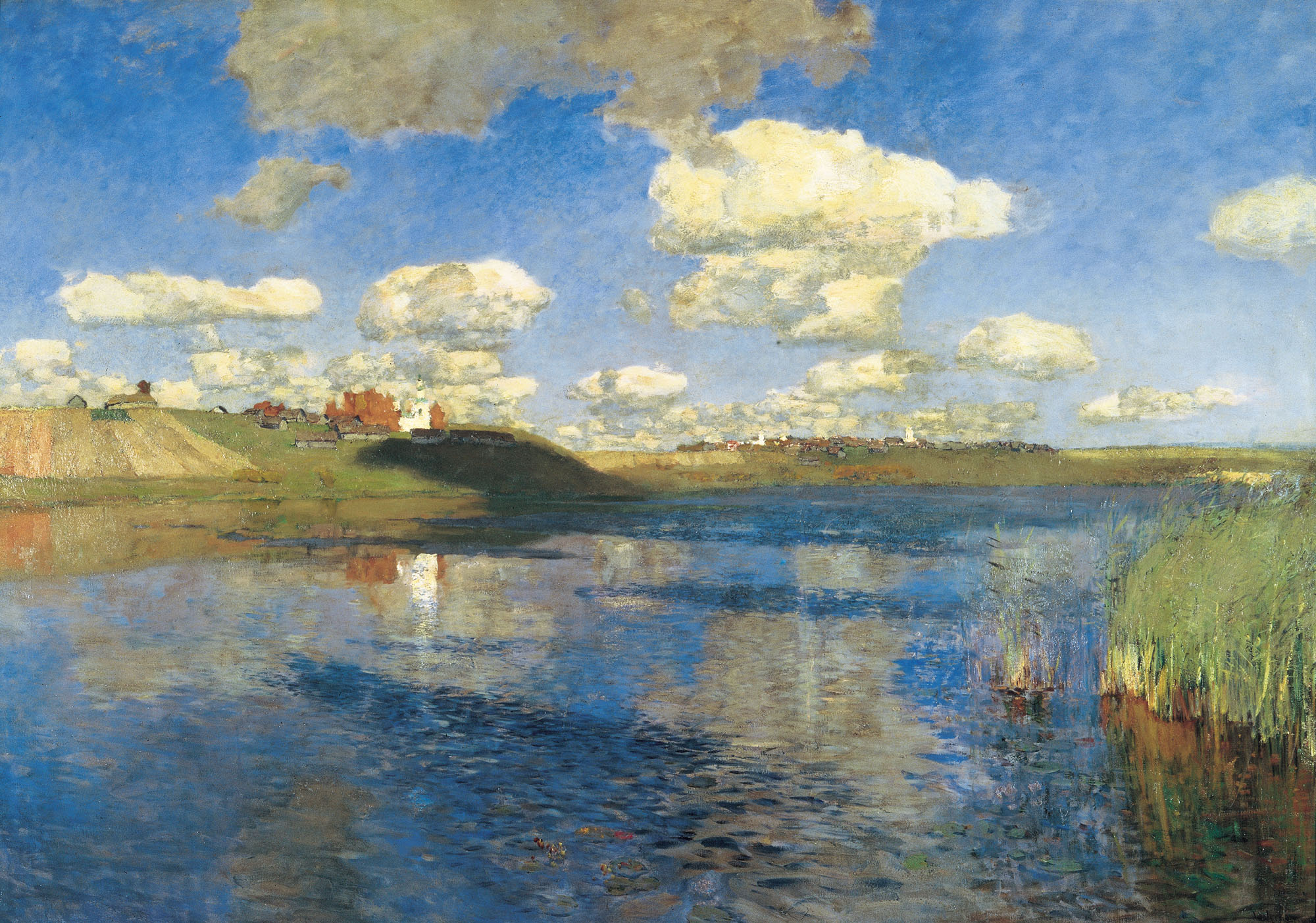
Isaac Levitan. Le Lac. La Rus' (1899—1900). Dernière œuvre de Levitan qui resta inachevée.

Alekseï Savrassov (1830—1897), devient le fondateur de cette tendance de la peinture de paysage et parvient à rendre la beauté sublime de la nature et le lyrisme subtil de la nature russe. Les freux sont de retour de Savrassov sera parmi les toiles les plus remarquables de la première exposition des Ambulants. L'ampleur et la puissance de la nature se reflètent dans les toiles de Mikhaïl Nesterov (1862—1942). Arkhip Kouïndji (1841—1910) est attiré quant à lui par les jeux de lumière et de l'air. Il est, avec Levitan, le représentant le plus réputé du luminisme en Russie.  
Fiodor Vassiliev, (1850-1873) malgré sa mort à vingt-trois ans a laissé des paysages d'une tension dramatique intense : Le Dégel, Marais dans la forêt. Automne,Retour du troupeau, Avant la pluie, Dans les montagnes de Crimée. 
Avec Isaac Levitan (1860—1900), élève de Savrassov, la peinture de paysage russe du XIXe siècle atteint des sommets. Levitan est un maître du calme, mais qui se tourne parfois vers le paysage d'humeur. Plusieurs de ses plus belles toiles ont pour sujet la petite station de Ples sur la Haute-Volga.
Des contributions importantes et des réalisations uniques par leur diversité dans la peinture de paysage du XIXe siècle sont l'œuvre de plusieurs peintres très réputés tels Vassili Polenov (1844—1927), Constantin Korovine (1861—1939), Ilia Répine (1844—1930), Nikolaï Gay (1831—1894), Valentin Serov (1865—1911), Kyriak Kostandi (1852—1921), Nikolaï Doubovskoï (1859—1918).

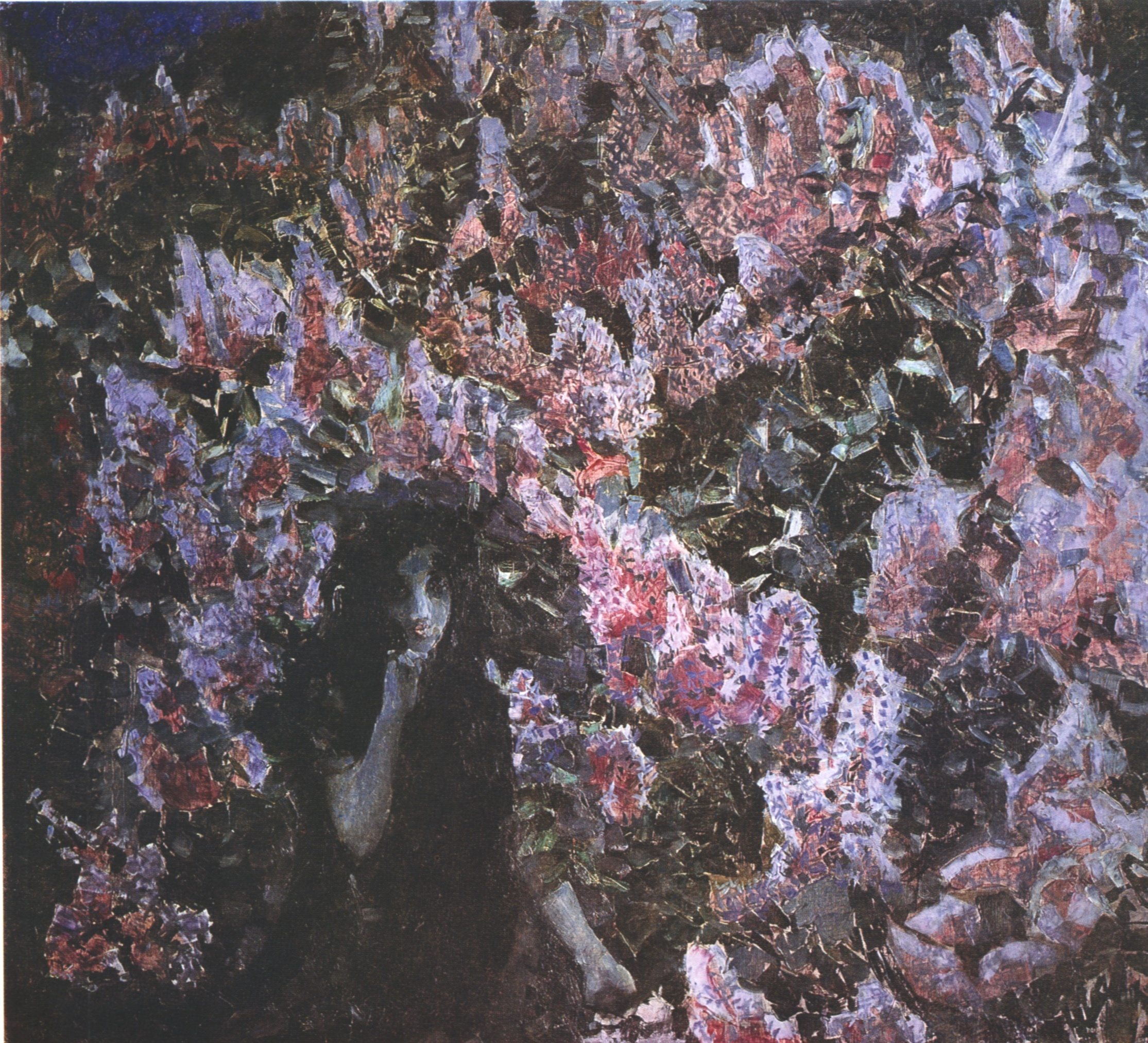
Mikhaïl Vroubel. Lilas. 1900
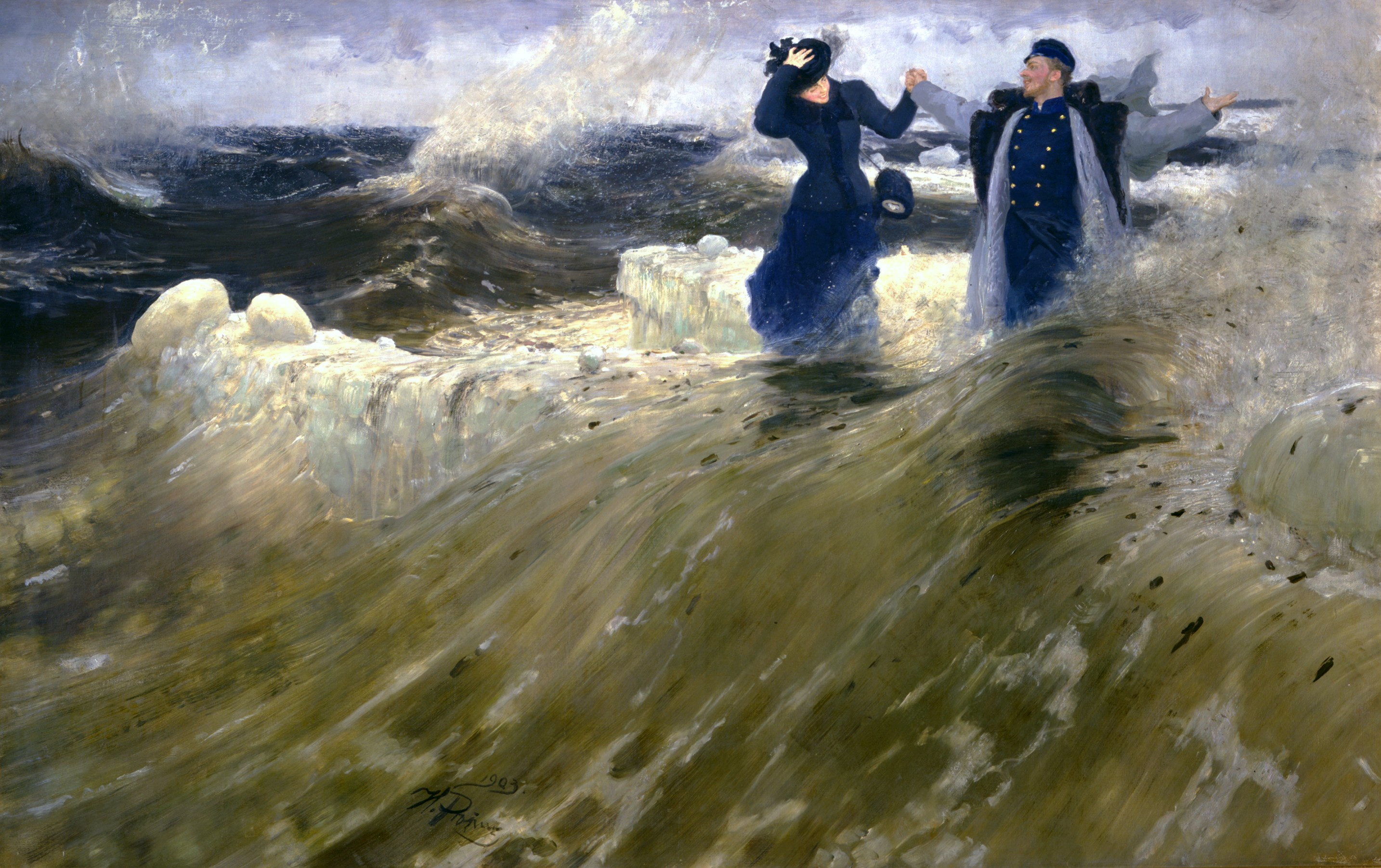
Ilia Répine. Quelle étendue!. 1903
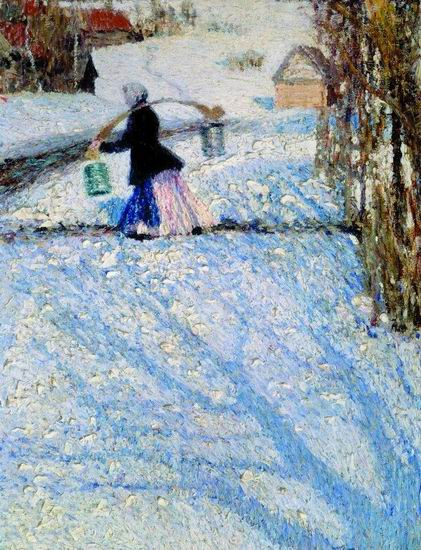
Igor Grabar. Neige de mars. 1904
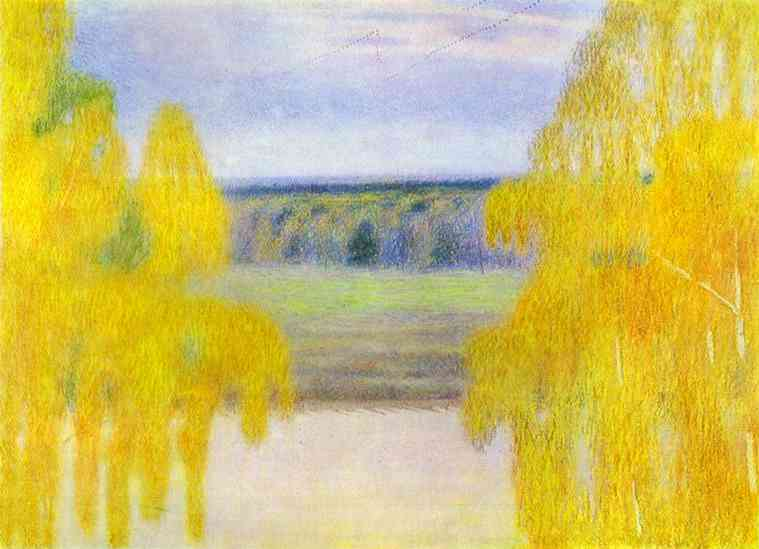
Victor Borissov-Moussatov. Chanson d'automne. 1905
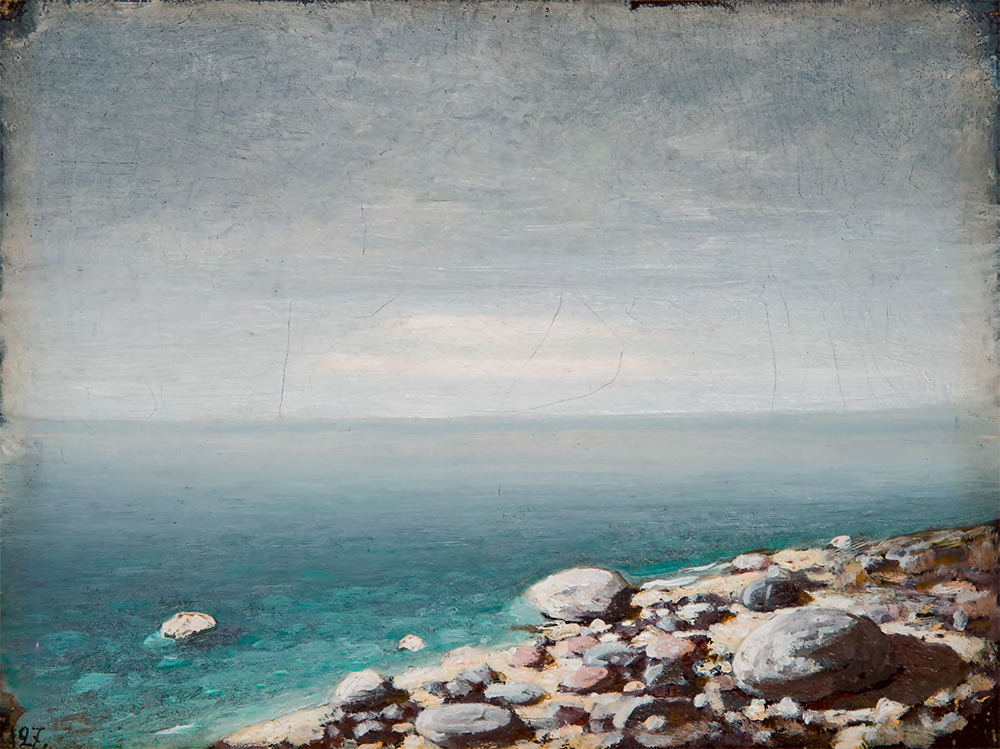
Arkhip Kouïndji. Eau pure, jour nuageux, la Crimée . 1908
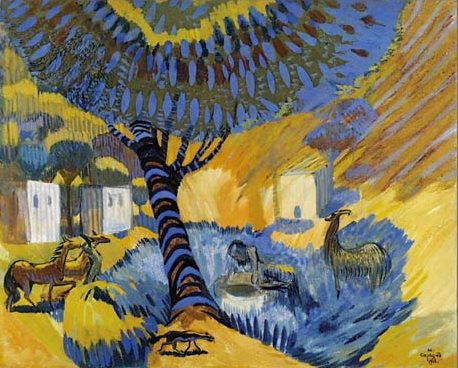
Martiros Sarian. Au puits, jour de chaleur. 1908
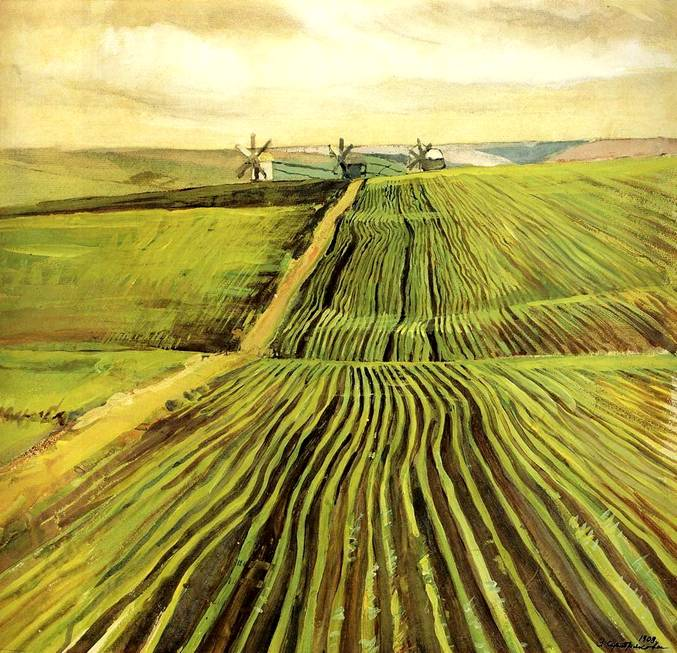
Zinaïda Serebriakova. Automne doré. 1908
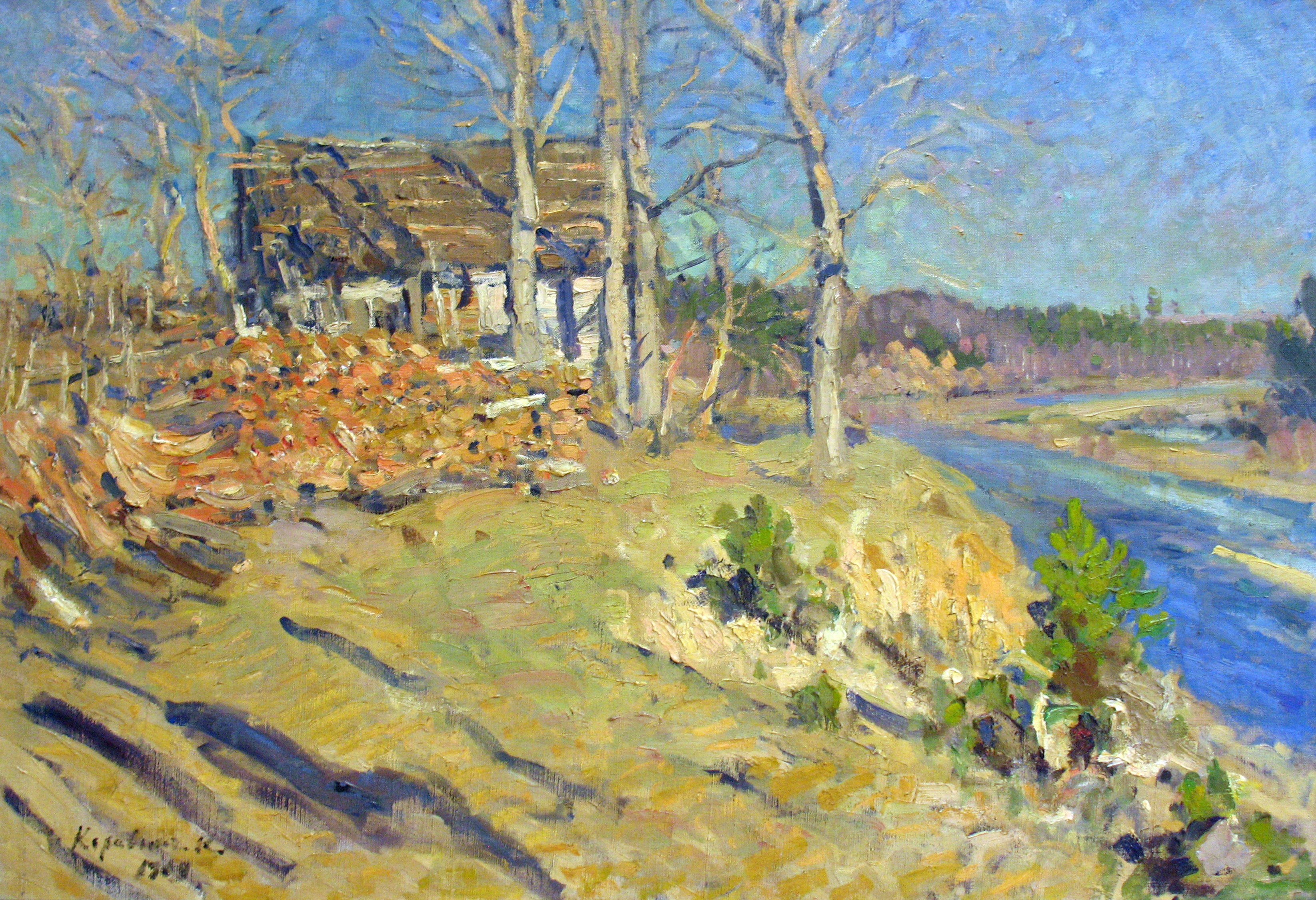
Constantin Korovine. Paysage d'automne. 1909
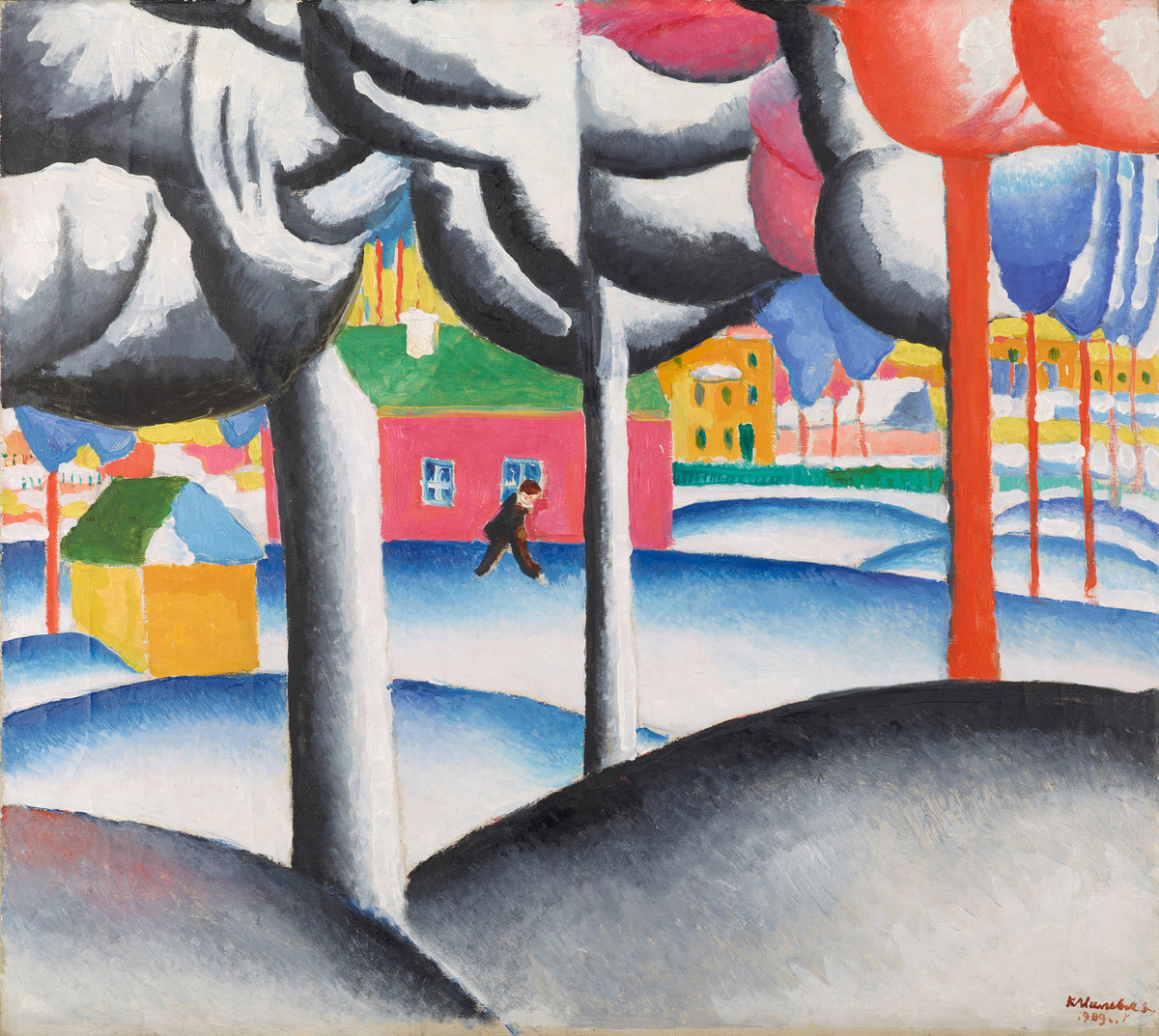
Kasimir Malevitch. Paysage. Hiver. 1909
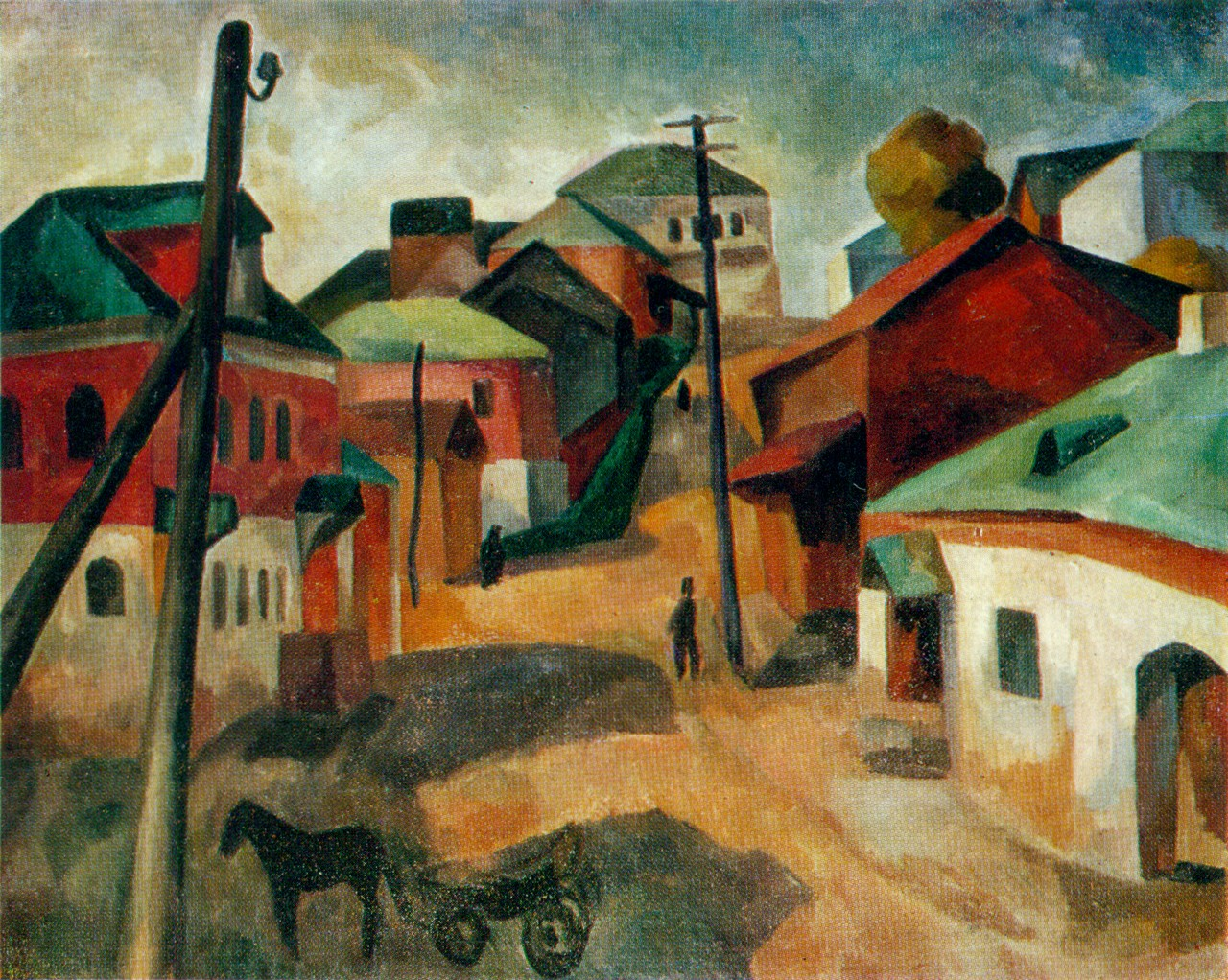
Robert Falk. Le vieux Rouza. 1913
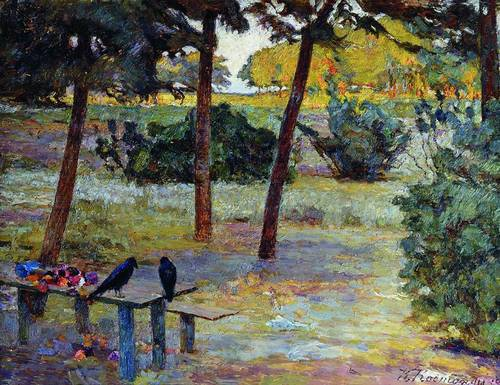
Kyriak Kostandi. Galki vers l'automne. 1915
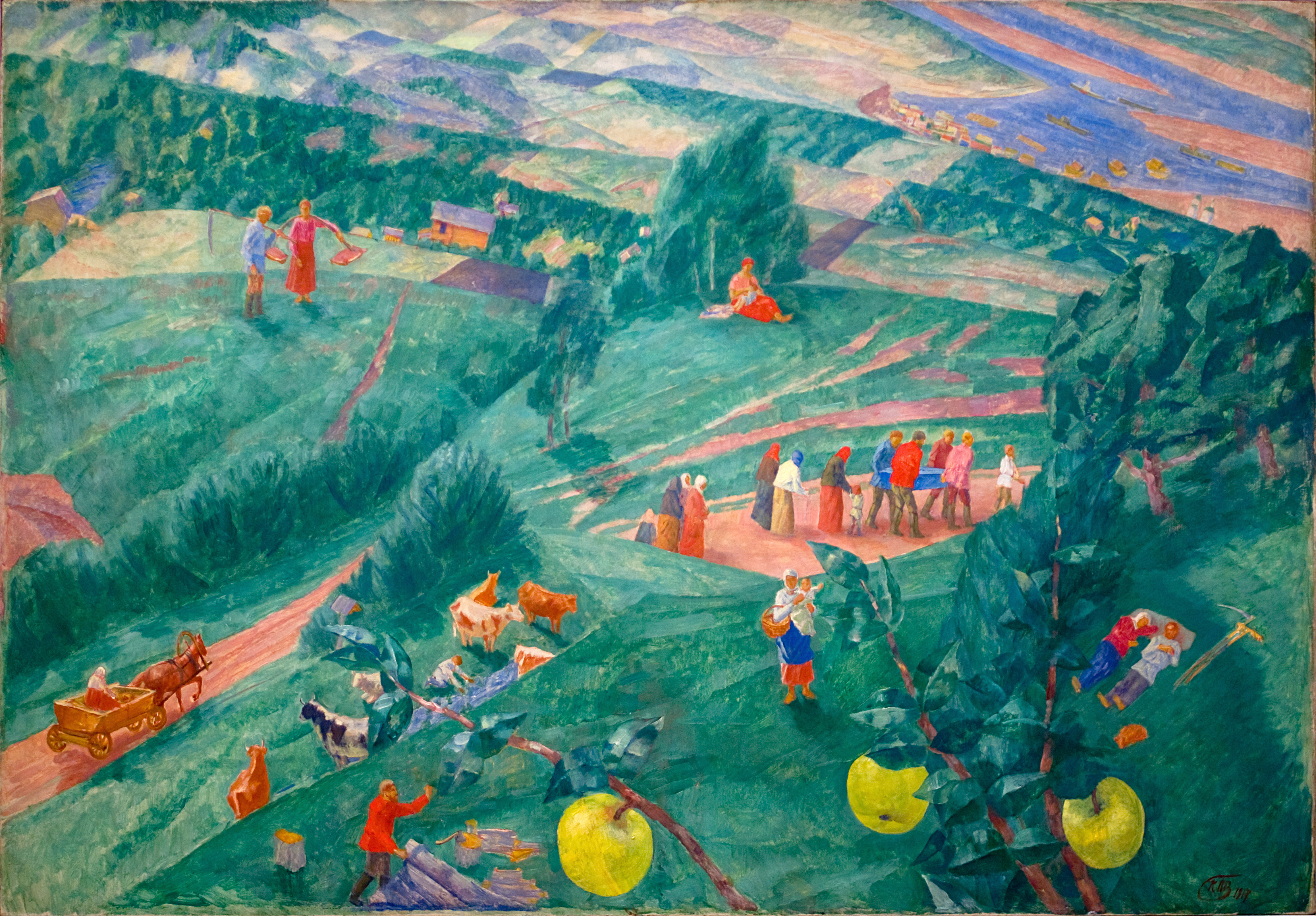
Kouzma Petrov-Vodkine. Midi. 1917

## LeXXesiècle
La peinture de paysage évolue au XXe siècle sur la base des traditions et des tendances dégagées au cours du siècle précédent. Parmi les plus réputés : Piotr Kontchalovski (1876—1956), Igor Grabar (1871—1960), Constantin Youon (1875—1968).
Au cours des deux premières décennies, les recherches les plus audacieuses en matière de paysage sont réalisées par les peintres de l'avant-garde (Kasimir Malevitch (1879—1935), Vassily Kandinsky (1866—1944), Nathalie Gontcharoff (1881—1962)).
Dans l'esprit du symbolisme, un art particulier du paysage apparaît notamment avec Pavel Kouznetsov (1878—1968), Nikolaï Krymov (1884—1958), Martiros Sarian (1880—1972).
À la même époque (1920-1930), les tendances néo-académiques sont développées par Nikolaï Dormidontov (1898—1962), et Semion Pavlov (1893—1941).

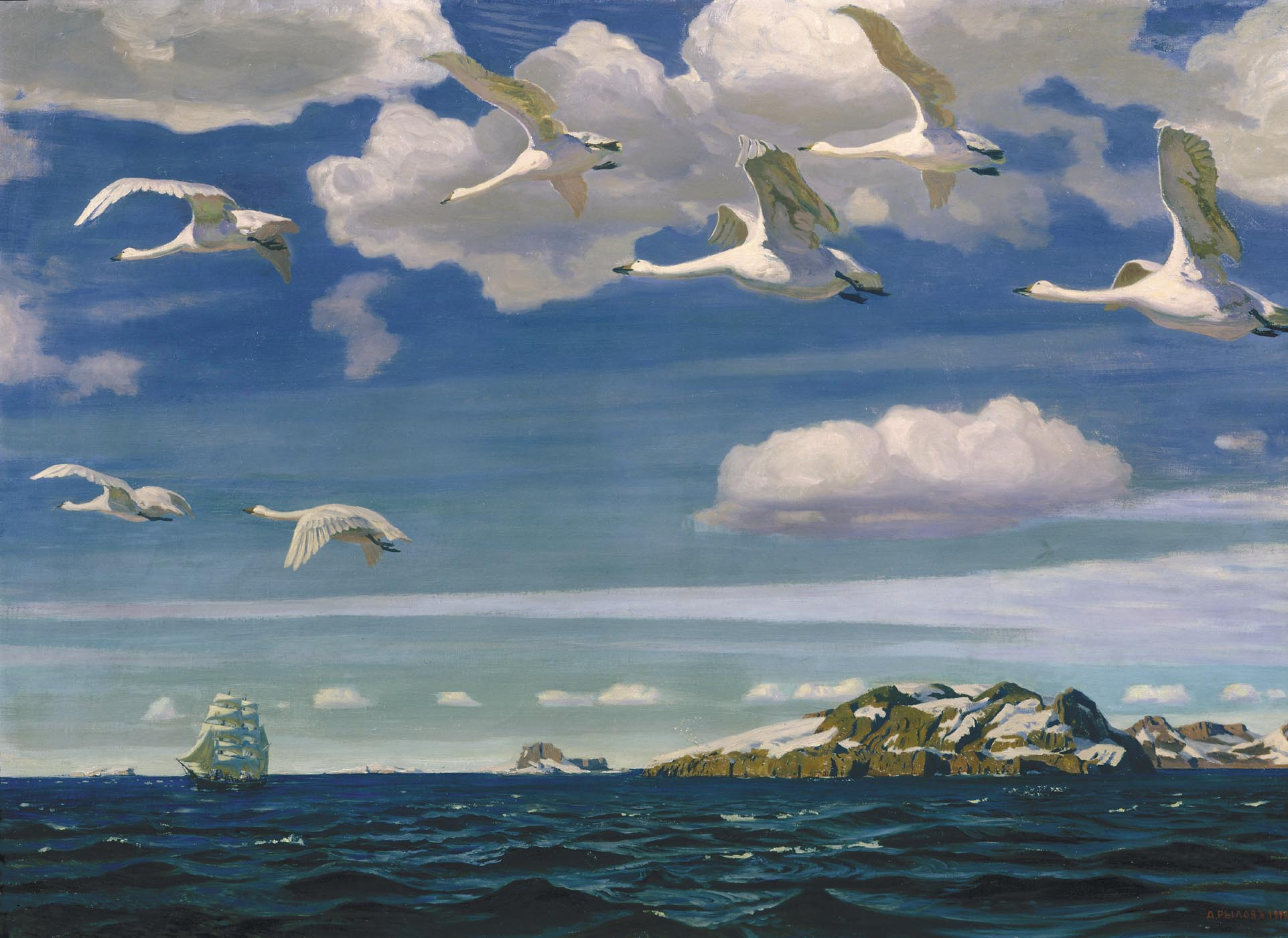
Dans l'azur bleu Arkadi Rylov -1918, début de la peinture soviétique.

C'est dans les années 1930 que débute en URSS l'époque du réalisme socialiste dans l'art en général et en particulier dans la peinture. À l'aide de toutes les formes artistiques possibles de style de techniques et de préférences individuelles, une variété stylistique va se développer. Vassili Bakcheïev (1862—1958), Nikolaï Krymov (1884—1958), Nikolaï Romadine (1903—1987) et d'autres s'intéressent à la ligne lyrique dans le paysage ; Constantin Bogaïevski (1872—1943), Alexandre Samokhvalov (1894—1971) et d'autres se tournent vers les rythmes impétueux des paysages industriels ; Alexandre Deïneka (1899—1969), Georgi Nisski (1903—1987), Boris Ougarov (1922—1991), Oleg Lochakov (1936) s'appliquent au Style sévère. Ces artistes ont travaillé dans les limites du réalisme socialiste jusque dans les années 1970, et parmi eux, se trouvaient de nombreux paysagistes.
Depuis la seconde moitié des années 1950, dans le cadre du réchauffement politique et social sous Nikita Khrouchtchev, un certain nombre de domaines de l'art national et étranger vont progressivement se libéraliser et en premier lieu les tendances liées à l'impressionnisme. Cela va donner un point d'appui aux traditions culturelles et picturales locales et va ouvrir la voie à un langage pictural plus libre et plus diversifié. Dans les années 1960-1970, la peinture de paysage va connaître un nouvel épanouissement, en particulier à Moscou, à Leningrad, à Odessa, à Vladimir, en Crimée à l'École de peinture de Cimmérie, à Oufa, à Kiev.

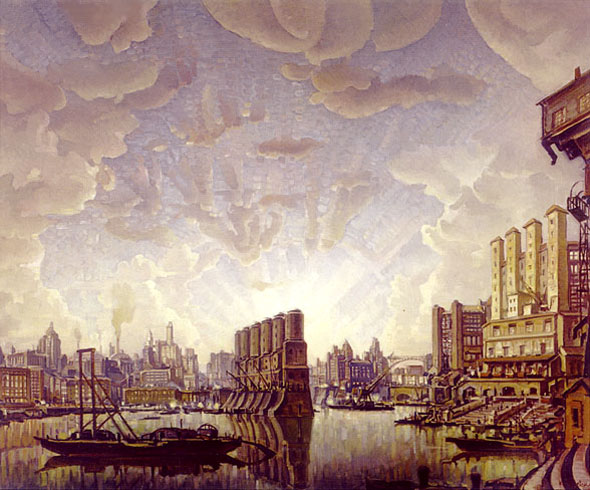
Constantin Bogaïevski. Port d'une ville imaginaire. 1932
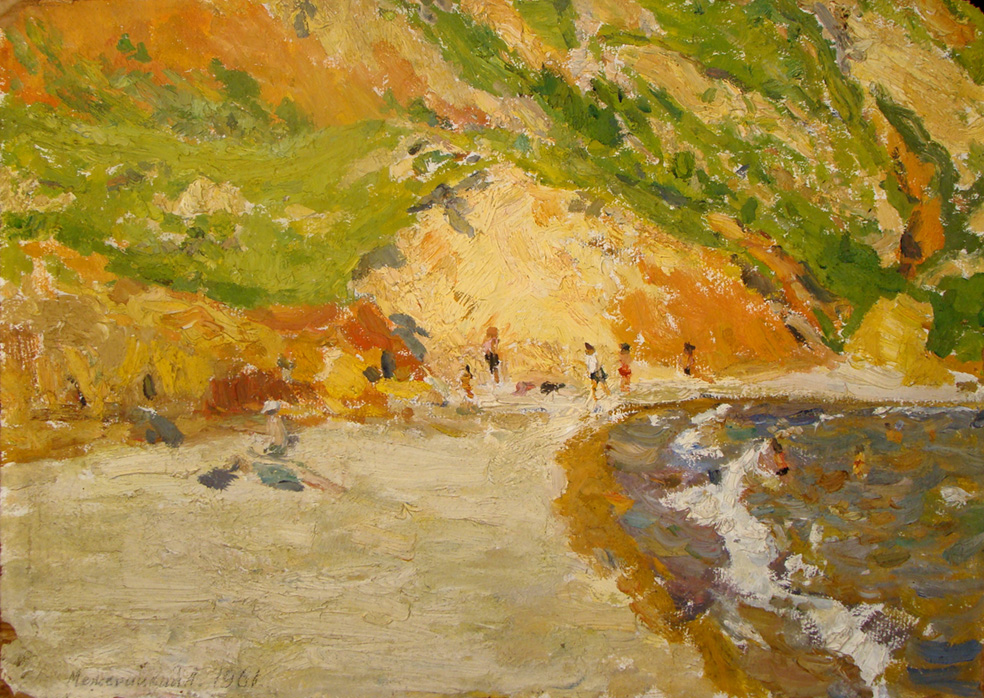
Leonid Merejitski (en). Plage de la grande fontaine. 1960

Voir aussi
| - Ivan Pokhitonov (1850—1923) - Julius von Klever (1850—1924) - Gevork Bashindzhagian (1857—1925) - Maria Fiodorova (1859—1934) - Mikhaïl Tkatchenko (1860—1916) - Marianne von Werefkin (1860—1938) - Abram Arkhipov (1862—1930) - Apollinaire Vasnetsov (1865—1933) - Sergueï Vinogradov (1869—1938) - Arkadi Rylov (1870—1939) - Alexandre Benois (1870—1960) - Nicolas Tarkhoff (1871—1930) - Michel Larionov (1871—1964) - Mikhaïl Demianov (1873—1913) - Stanislav Joukovski (1873—1944) - Nicolas Roerich (1874—1947) | - Elena Gouro (1877—1913) - Nikolaï Timkov (1912—1993) - Tatiana Iablonskaïa (1917—2005) - Alexandre Semionov (1922—1984) - Vladimir Stojarov (1926—1973) - Vassili Perepliotchikov (1863-1918) - Sergueï Svetoslavski (1857-1931) - Nikolaï Alexandrovitch Sergueïev (1855-1919) - Emmanuel Aladjanov (1862-1934) - Vassili Bakcheïev (1862-1958) - Nikolaï Krymov (1884-1958) - Grigori Bobrovski (1873-1942) - Alexandra Makovskaïa (1837-1915) - Piotr Petrovitchev (1874-1947) |  |